# Тимин
Тимин (5-метилурацил) —  производное пиримидина, одно из пяти азотистых оснований. Присутствует во всех живых организмах, где вместе с дезоксирибозой входит в состав нуклеозида тимидина, который может фосфорилироваться 1—3 остатками фосфорной кислоты с образованием нуклеотидов тимидина и моно-, ди- или трифосфорной кислоты (ТМФ, ТДФ и ТТФ). Дезоксирибонуклеотиды тимина входят в состав ДНК, в РНК на его месте располагается рибонуклеотид урацил. В ДНК тимин (Т) комплементарен аденину (А), образуя с ним две водородные связи, тем самым стабилизируя связи между цепями нуклеиновых кислот. 
Тимин впервые был выделен в 1893 году Альбрехтом Косселем и Альбертом Нейманом из вилочковой железы (тимуса) телят, откуда и пошло его название. После смерти организма с течением времени тиминовые основания часто окисляются до гидантоинов.
Согласно исследованиям, тимин рассеивает энергию ультрафиолетового излучения, обеспечивая защиту ДНК от разрушительного воздействия.